# Mesochorus bullatus
Mesochorus bullatus là một loài tò vò trong họ Ichneumonidae.